# Adonis Stevenson
Adonis Stevenson (ur. 22 września 1977 w Port-au-Prince) – kanadyjski bokser, były mistrz świata WBC w wadze półciężkiej.

## Kariera amatorska
Stevenson, nie miał zbyt bogatej kariery amatorskiej. W 2006 roku podczas Igrzysk wspólnoty narodów zdobył srebrny medal w wadze średniej. W finale pokonał go reprezentant gospodarzy Jarrod Fletcher. Karierę amatorską zakończył z bilansem, 33 zwycięstw i 5 porażek.

## Kariera zawodowa
Jako zawodowiec zadebiutował 30 września 2006 roku, nokautując w pierwszej rundzie innego debiutanta Mike'a Funka. Do sierpnia 2008 roku, pokonał dwunastu rywali w tym dziewięciu przez nokaut, zdobywając mistrzostwo Kanady oraz tytuły WBC Continental Americas, WBC International.
16 kwietnia 2010 roku doznał pierwszej porażki w karierze. Sprawcą tej niespodzianki był Amerykanin Darnell Boone, który pokonał go przez techniczny nokaut  w drugim starciu. W pierwszej rundzie to Stevenson dominował, posyłając Boone'a na deski dwukrotnie. W następnej rundzie Kanadyjczyk ruszył do ataku nadziewając się na mocny prawy rywala. Stevenson wstał i nie dał się wyliczyć, jednak sędzia postanowił przerwać pojedynek.
Na ring powrócił 8 kwietnia 2011 roku. Pokonał przez nokaut w trzeciej rundzie Amerykanina Dereka Edwardsa, zdobywając mistrzostwo Ameryki północnej (NABA). 10 grudnia 2011 roku zwyciężył przez techniczny nokaut w dziewiątej rundzie Aarona Pryora Jr, zdobywając pas WBO NABO.
18 lutego 2012 roku zdobył pas IBF Inter-Continental, brutalnie nokautując w pierwszej rundzie Jesusa Gonzaleza. Nokaut był jednym z najlepszych w 2012 roku.
20 kwietnia 2012 roku pokonał przez techniczny nokaut w drugiej rundzie Urugwajczyka Noé Gonzáleza Alcobę, zdobywając tytuł WBC Silver. Stevenson dopadł Gonzáleza w drugiej rundzie, spychając go serią ciosów do narożnika i sędzia postanowił przerwać pojedynek.
12 października 2012 roku pokonał przez  techniczny nokaut w dwunastej rundzie Amerykanina Donovana George'a. George był na deskach 2krotnie w rundzie piątej, raz w rundzie szóstej. Pojedynek został przerwany przez sędziego w ostatniej rundzie, gdy George upadł po raz drugi w tej odsłonie. Stawką walki był eliminator IBF do pasa, który posiada Carl Froch.
22 marca 2013 roku zmierzył się z Darnellem Boonem, który zadał mu jedyną porażkę w karierze. Stevenson udanie się zrewanżował, nokautując rywala w szóstej rundzie.
8 czerwca 2013, Stevenson zmierzył się w walce o mistrzostwo świata WBC w wadze półciężkiej. Jego rywalem był obrońca tytułu, Chad Dawson. Stevenson niespodziewanie zwyciężył przez techniczny nokaut już w pierwszej rundzie, posyłając Dawsona na deski. Dawson zdołał powstać, ale sędzia postanowił przerwać pojedynek.
28 września 2013 w hali Bel Center w Montrealu Kanadyjczyk pokonał w pierwszej obronie pasa Amerykanina, byłego mistrza świata IBF Tavorisa Clouda. Cloud poddał walkę po siedmiu rundach.
30 listopada 2013 w Quebecu w Kanadzie w drugiej obronie Stevenson pokonuje przez techniczny nokaut w szóstej Brytyjczyka Tony’ego Bellewa.
24 maja 2014 w Montrealu Stevenson w kolejnej obronie pasa, wygrał jednogłośnie na punkty z Polakiem Andrzejem Fonfarą (sędziowie punktowali  115-110, 115-110 i 116-109 dla Kanadyjczyka).
19 grudnia 2014 w Quebecu znokautował Rosjanina Dmitrija Suchockiego (22-3, 16 KO) w piątej rundzie.
4 kwietnia 2015 na gali w Pepsi Coliseum w Quebec City w piątej obronie pasa, Kanadyjczyk pokonał jednogłośnie na punkty 115:111, 116:110 i 115:110 Kameruńczyka Sakio Bikę (32-6-3, 21 KO).
11 września 2015 roku w Toronto zmierzył się w kolejnej obronie mistrzowskiego pasa z Tommym Karpency (25-4-1, 14 KO), zwyciężając przez TKO w 3 rundzie.
29 lipca 2016 roku w Quebec City znokautował w czwartej rundzie Thomasa Williamsa Jr (20-1, 14 KO).
3 czerwca 2017 roku spotkał się w Montrealu w rewanżowym pojedynku z Andrzejem Fonfarą (29-4, 17 KO). Wygrał przez TKO w 2 rundzie.
19 maja 2018 w Toronto zremisował z Badou Jackiem (22-1-3, 13 KO). Jeden sędzia widział przewagę Szweda 115:113, lecz dwaj pozostali mieli na swoich kartach wynik 114:114.
1 grudnia 2018 w Quebecu Stevenson  po dziewięciu skutecznych obronach stracił mistrzowski pas organizacji WBC w wadze półciężkiej, przegrywając przed czasem w jedenastej rundzie z Aleksandrem Gwozdykiem (16-0, 13 KO). Zaraz po pojedynku Stevenson trafił do szpitala i musiał przejść zabieg neurochirurgiczny.

## Lista walk na zawodowym ringu
| Wynik     | Rekord | Przeciwnik          | Rozstrzygnięcie | Runda/Czas | Data       | Miejsce                     | Uwagi                                                         |
| --------- | ------ | ------------------- | --------------- | ---------- | ---------- | --------------------------- | ------------------------------------------------------------- |
| Przegrana | 29-2-1 | Ołeksandr Hwozdyk   | KO              | 11/12      | 1.12.2018  | Quebecu, Kanada             | Utrata mistrzostwa świata WBC w wadze półciężkiej.            |
| Remis     | 29-1-1 | Badou Jack          | MD              | 12         | 19.05.2018 | Toronto, Kanada             | Obrona mistrzostwa świata WBC w wadze półciężkiej.            |
| Wygrana   | 29-1   | Andrzej Fonfara     | TKO             | 2/12       | 03.06.2017 | Montreal, Kanada            | Obrona mistrzostwa świata WBC w wadze półciężkiej.            |
| Wygrana   | 28-1   | Thomas Williams Jr. | KO              | 4/12       | 29.07.2016 | Quebec City, Quebec, Kanada | Obrona mistrzostwa świata WBC w wadze półciężkiej.            |
| Wygrana   | 27-1   | Tommy Karpency      | TKO             | 3/12       | 11.09.2015 | Toronto, Kanada             | Obrona mistrzostwa świata WBC w wadze półciężkiej.            |
| Wygrana   | 26-1   | Sakio Bika          | UD              | 12         | 4.04.2015  | Quebec City, Quebec, Kanada | Obrona mistrzostwa świata WBC w wadze półciężkiej.            |
| Wygrana   | 25-1   | Dimitrij Suchocki   | KO              | 5/12       | 19.12.2014 | Quebec City, Quebec, Kanada | Obrona mistrzostwa świata WBC w wadze półciężkiej.            |
| Wygrana   | 24-1   | Andrzej Fonfara     | UD              | 12         | 24.05.2014 | Montreal, Kanada            | Obrona mistrzostwa świata WBC w wadze półciężkiej.            |
| Wygrana   | 23-1   | Tony Bellew         | TKO             | 6/12       | 30.11.2013 | Quebec City, Quebec, Kanada | Obrona mistrzostwa świata WBC w wadze półciężkiej.            |
| Wygrana   | 22-1   | Tavoris Cloud       | RTD             | 7/12       | 28.09.2013 | Montreal, Kanada            | Obrona mistrzostwa świata WBC w wadze półciężkiej.            |
| Wygrana   | 21-1   | Chad Dawson         | TKO             | 1/12       | 8.06.2013  | Montreal, Kanada            | Zdobył mistrzostwo świata WBC w wadze półciężkiej.            |
| Wygrana   | 20-1   | Darnell Boone       | KO              | 6/10       | 22.03.2013 | Montreal, Kanada            |                                                               |
| Wygrana   | 19-1   | Don George          | TKO             | 12/12      | 12.10.2012 | Montreal, Kanada            | Eliminator IBF w wadze superśredniej.                         |
| Wygrana   | 18-1   | Noé González Alcoba | TKO             | 2/12       | 20.04.2012 | Montreal, Kanada            | Zdobył pas WBC Silver w wadze superśredniej.                  |
| Wygrana   | 17-1   | Jesus Gonzalez      | KO              | 1/12       | 18.02.2012 | Montreal, Kanada            | Zdobył pas IBF Inter-Continental w wadze superśredniej.       |
| Wygrana   | 16-1   | Aaron Pryor Jr      | TKO             | 9/12       | 10.12.2011 | Montreal, Kanada            | Obronił pas NABA i zdobył pas WBO NABO w wadze superśredniej. |
| Wygrana   | 15-1   | Shujaa El-Amin      | TKO             | 1/8        | 7.09.2011  | Las Vegas, USA              |                                                               |
| Wygrana   | 14-1   | Derek Edwards       | KO              | 3/10       | 8.04.2011  | Montreal, Kanada            | Zdobył pas NABA w wadze superśredniej.                        |
| Przegrana | 13-1   | Darnell Boone       | TKO             | 2/8        | 16.04.2010 | Salisbury, USA              |                                                               |
| Wygrana   | 13-0   | Jermain Mackey      | TKO             | 5/12       | 25.09.2009 | Montreal, Kanada            | Zdobył pas WBC International w wadze superśredniej.           |
| Wygrana   | 12-0   | Anthony Bonsante    | KO              | 1/12       | 1.08.2008  | Montreal, Kanada            | Obronił pas WBC Continental Americas w wadze superśredniej.   |
| Wygrana   | 11-0   | Dhafir Smith        | TKO             | 5/12       | 5.04.2008  | Montreal, Kanada            | Zdobył pas WBC Continental Americas w wadze superśredniej.    |
| Wygrana   | 10-0   | David Whittom       | UD              | 10         | 7.12.2007  | Montreal, Kanada            | Zdobył mistrzostwo Kanady w wadze superśredniej.              |
| Wygrana   | 9-0    | Marlon Hayes        | UD              | 8          | 3.08.2007  | Montreal, Kanada            |                                                               |
| Wygrana   | 8-0    | Alvaro Enriquez     | KO              | 1/6        | 8.06.2007  | Montreal, Kanada            |                                                               |
| Wygrana   | 7-0    | Marcus Thomas       | KO              | 1/8        | 12.05.2007 | Montreal, Kanada            |                                                               |
| Wygrana   | 6-0    | Carl Cockerham      | UD              | 6          | 14.04.2007 | Montreal, Kanada            |                                                               |
| Wygrana   | 5-0    | Etianne Whitaker    | TKO             | 1/4        | 10.02.2007 | Montreal, Kanada            |                                                               |
| Wygrana   | 4-0    | Eduardo Calderon    | TKO             | 1/6        | 11.12.2006 | Montreal, Kanada            |                                                               |
| Wygrana   | 3-0    | Bonnie Joe McGee    | TKO             | 2/4        | 18.11.2006 | Trois-Rivières, Kanada      |                                                               |
| Wygrana   | 2-0    | Ferenc Lankonde     | TKO             | 1/4        | 28.10.2006 | Gatineau, Kanada            |                                                               |
| Wygrana   | 1-0    | Mike Funk           | KO              | 1/4        | 30.09.2006 | Montreal, Kanada            |                                                               |